# Yvonne Libona Bonzi Coulibaly
Pour les articles homonymes, voir Coulibaly.
 (février 2022).
Si vous disposez d'ouvrages ou d'articles de référence ou si vous connaissez des sites web de qualité traitant du thème abordé ici, merci de compléter l'article en donnant les références utiles à sa vérifiabilité et en les liant à la section « Notes et références ».
Yvonne Libona Bonzi Coulibaly est la première femme professeur chimiste du Burkina, professeure titulaire à l'Université de Ouagadougou.

## Biographie
Après avoir obtenu un baccalauréat série D en 1978, elle entre à l'Université Félix-Houphouët-Boigny à Abidjan pour étudier la chimie-biologie-géologie. Yvonne Bonzi Coulibaly obtient ensuite un doctorat à l'Université Strasbourg-I en chimie organique auprès de Guy Ourisson.
De 2008 à 2013, elle est directrice de la recherche à l'Université de Ouagadougou, où elle est professeure-chercheuse depuis 2002.
Elle est membre de l'Académie des sciences du Burkina Faso et directrice générale depuis 2018 de l'Institut des sciences du pays créé en 2004.
En 2020, en partenariat avec la coopération académique et scientifique des établissements d’enseignement supérieur de la Fédération Wallonie-Bruxelles, elle travaille avec Pascal Gerbaux sur l'agriculture biologique et le maraîchage pour remplacer les intrants synthétiques par des bio-intrants.

## Distinction
- 2013 : prix Kwamé N’krumah de l’Union africaine[1]